# Hexatoma (Eriocera) pendleburyi
Hexatoma (Eriocera) pendleburyi is een tweevleugelige uit de familie steltmuggen (Limoniidae). De soort komt voor in het Oriëntaals gebied.